# MAN Lion's City

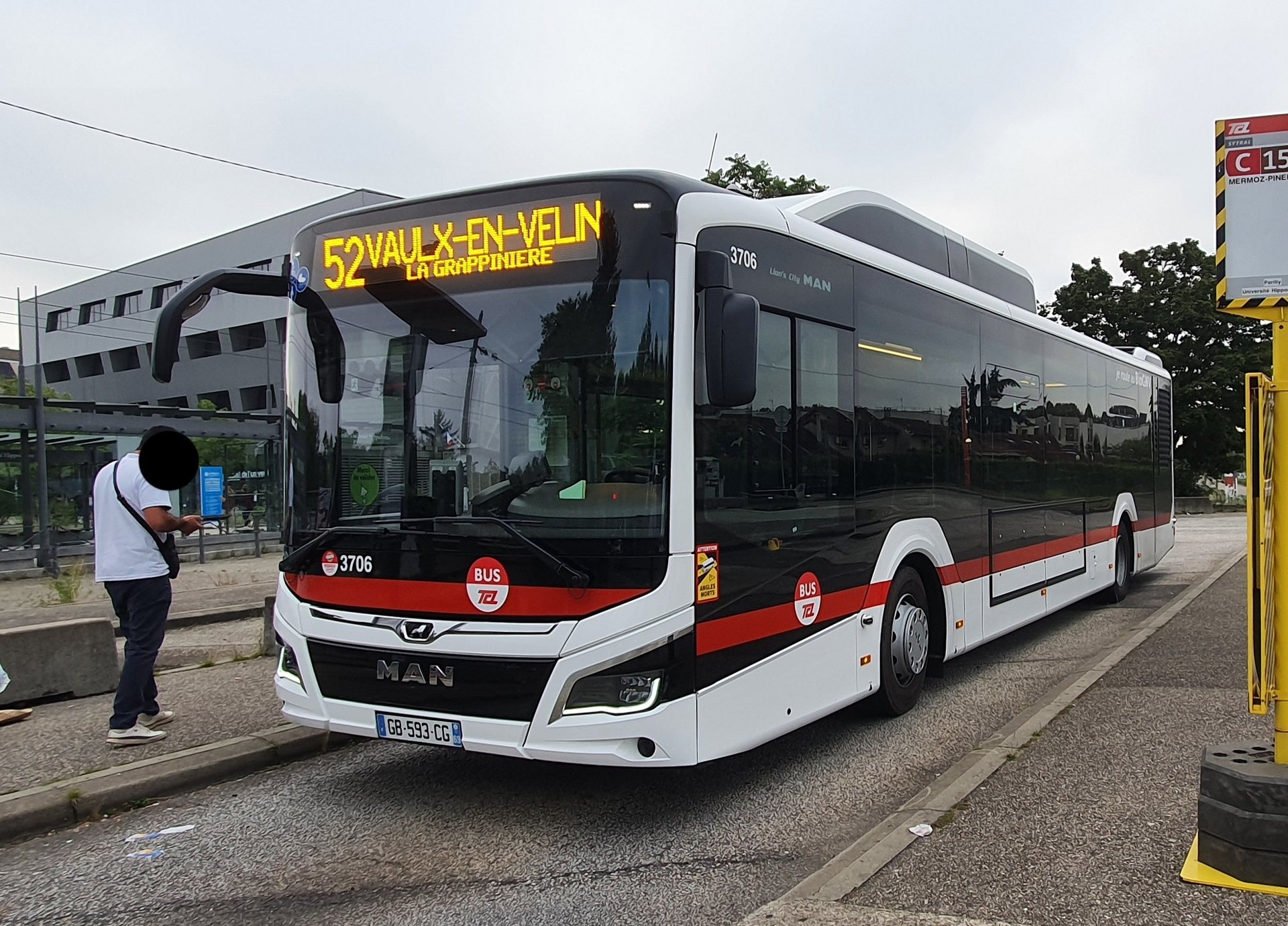
MAN Lion's City (з 2018)

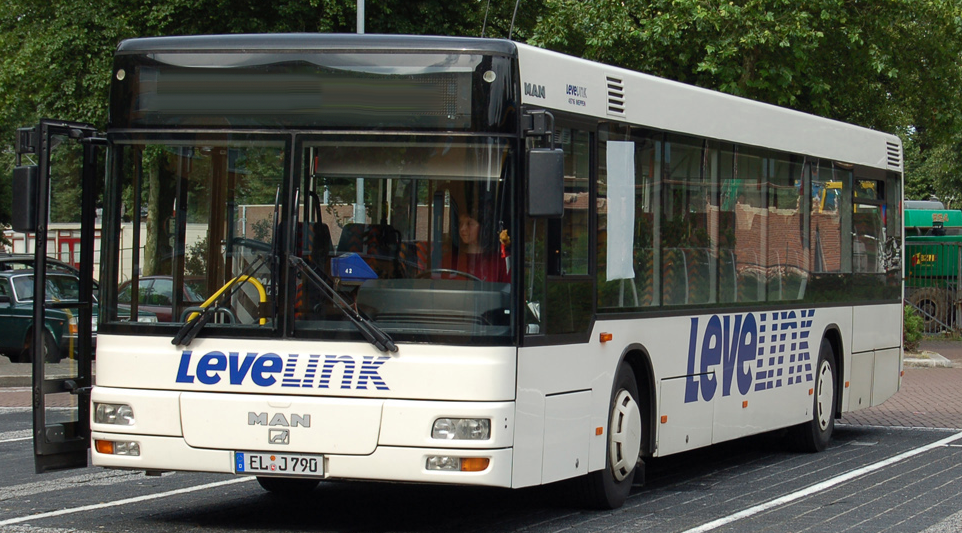
MAN Lion's City (1996—2004)

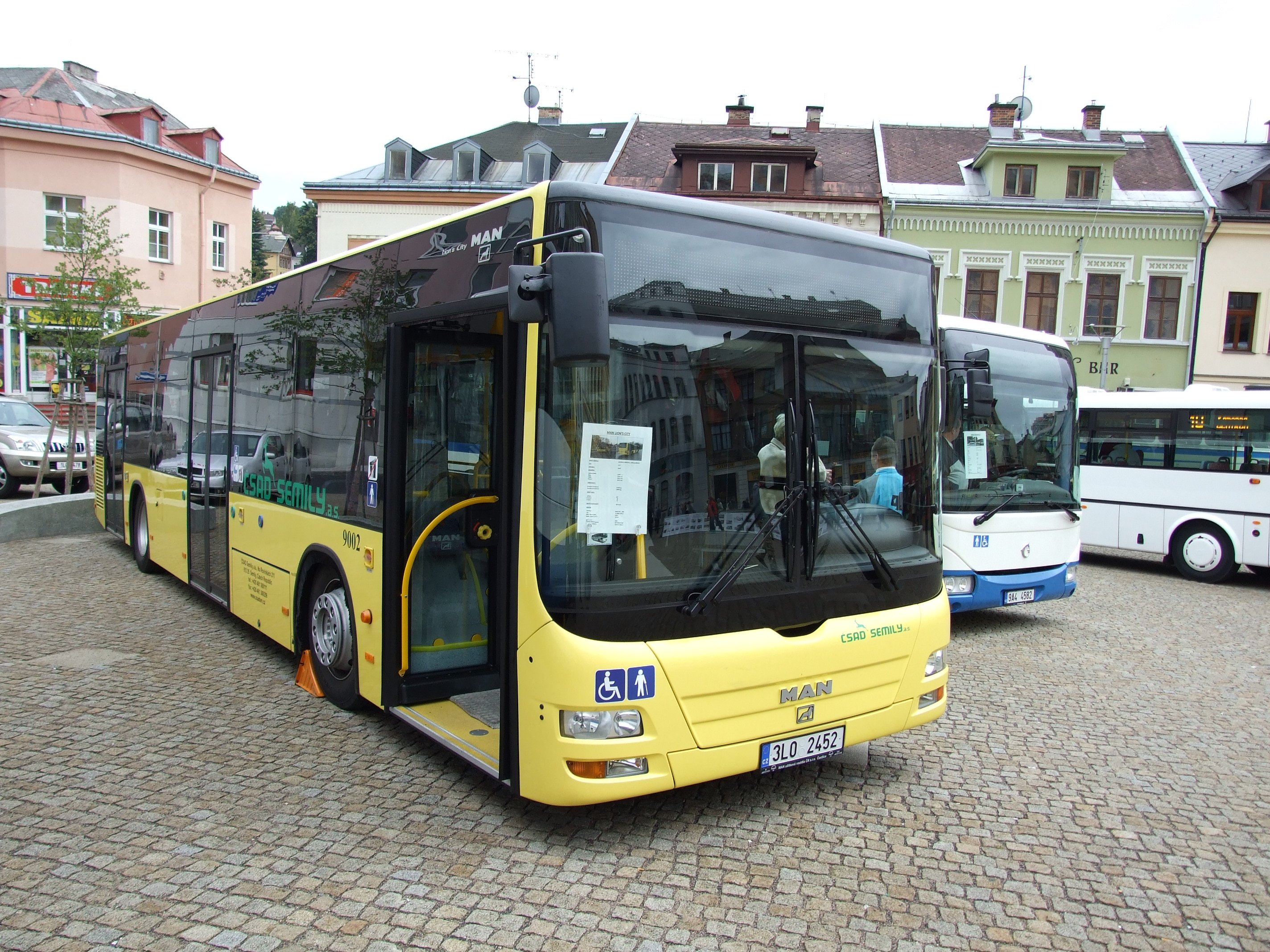
MAN Lion's City (2004—2018)

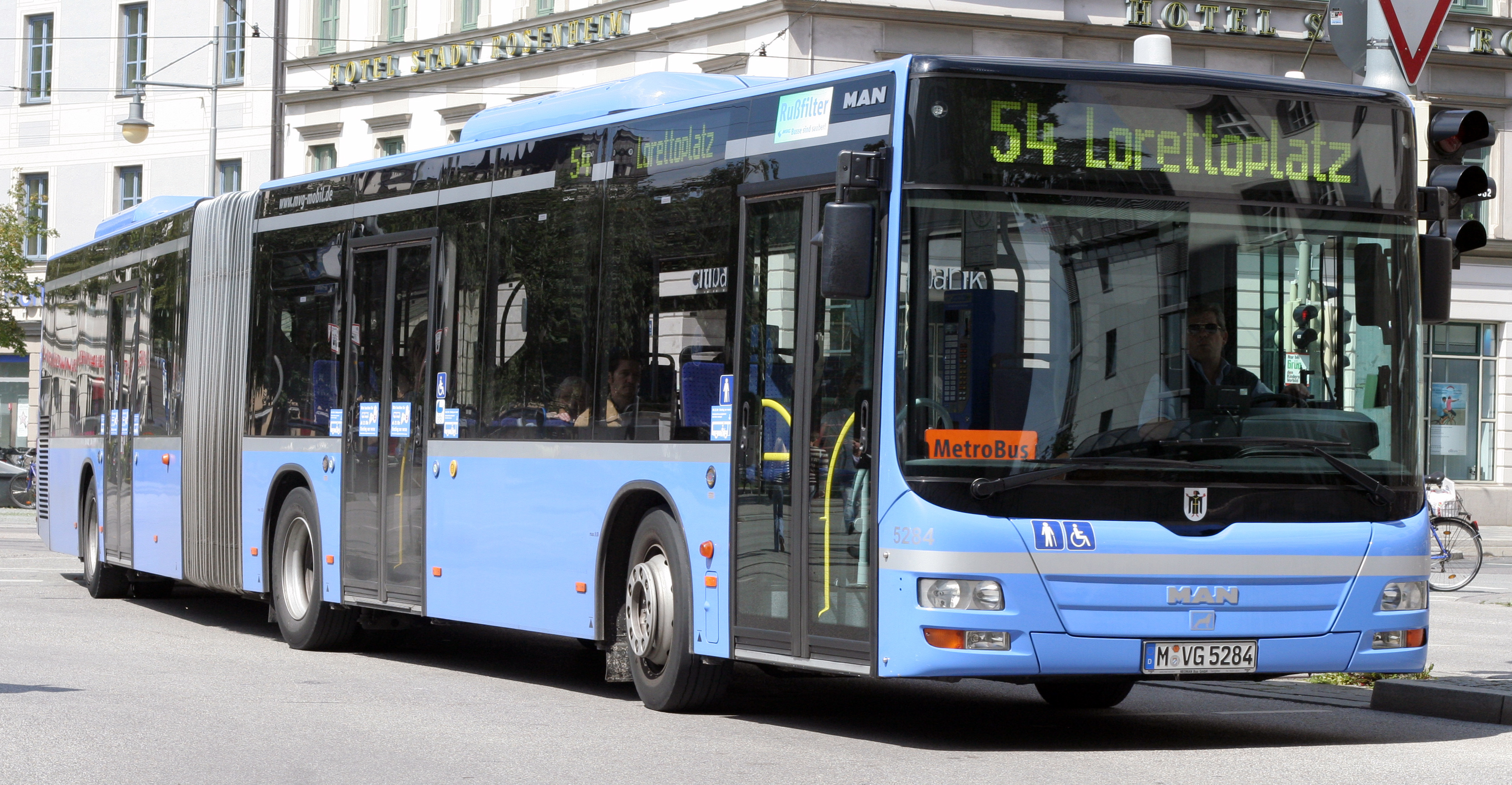
MAN Lion's City G

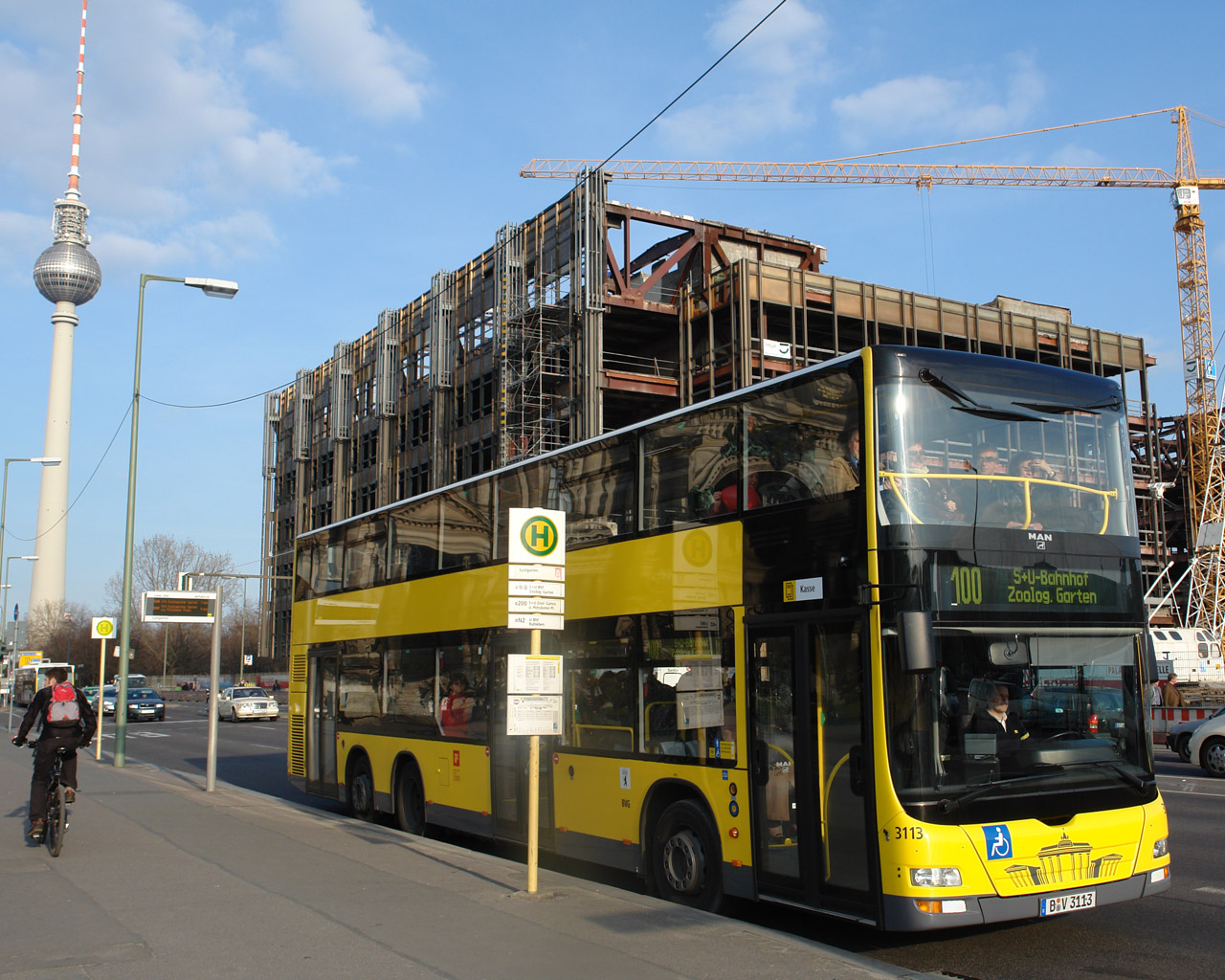
MAN Lion's City DD

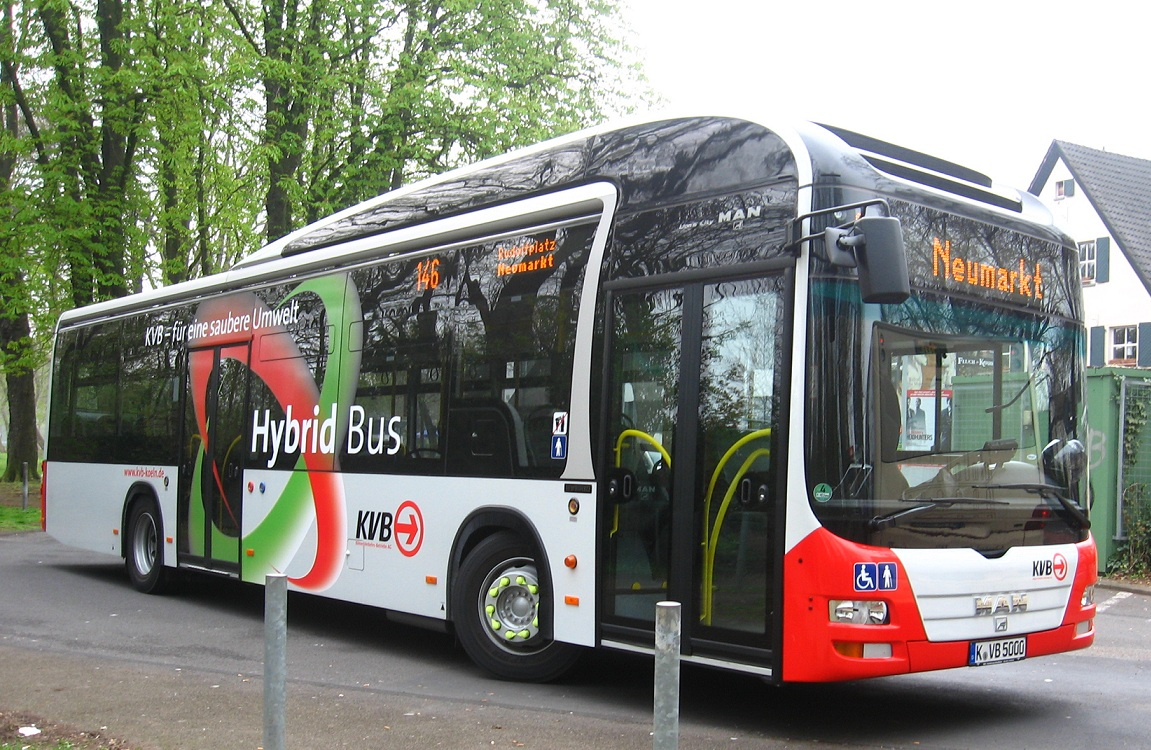
MAN Lion's City Hybrid

MAN Lion's City — міський та приміський автобус, що виготовляється німецьким виробником вантажівок і автобусів MAN Truck & Bus AG (колишній MAN Nutzfahrzeuge AG) з 1996 року.
Друге покоління Lion's City представлене в 2004 році. Це покоління Neoplan Centroliner створене на основі Lion's City (Neoplan є частиною групи NEOMAN).
Третє покоління дебютувало в липні 2017 року. Воно базується на повністю переробленій платформі міських автобусів MAN та має новий дизайн.
Автобус комплектується 6-циліндровим двигуном з турбонаддувом, що працює на дизельному паливі, стисненому природному газі або на зрідженому нафтовому газі.
Автобуси MAN Lion's City отримали титул автобус 1999, 2005 і 2015 року.
Більшість автобусів MAN з низьким рівнем підлоги виготовляються на польських заводах у Староховіцах (шасі, корпус) і місті Сади (кінцева збірка). Біплани Lion's City DD були побудовані в заводі MAN в Плауені, а потім перевозились на Viseon в Пільстінг, де виготовляли інтер'єр. Два варіанти Lion's City LE та LE Ü походять з Анкари (Туреччина).
Виробництво автобусів MAN з низькою підлогою в місті Зальцгіттер (Німеччині) було припинено в середині 2008 року. Сьогодні тут будуються тільки шасі для автобусів високого рівня. Після будівництва заводу в м Сади (1998) та Староховіци (2001), з 2004 року більшість міських автобусів виготовляються в Польщі.

## Модифікації

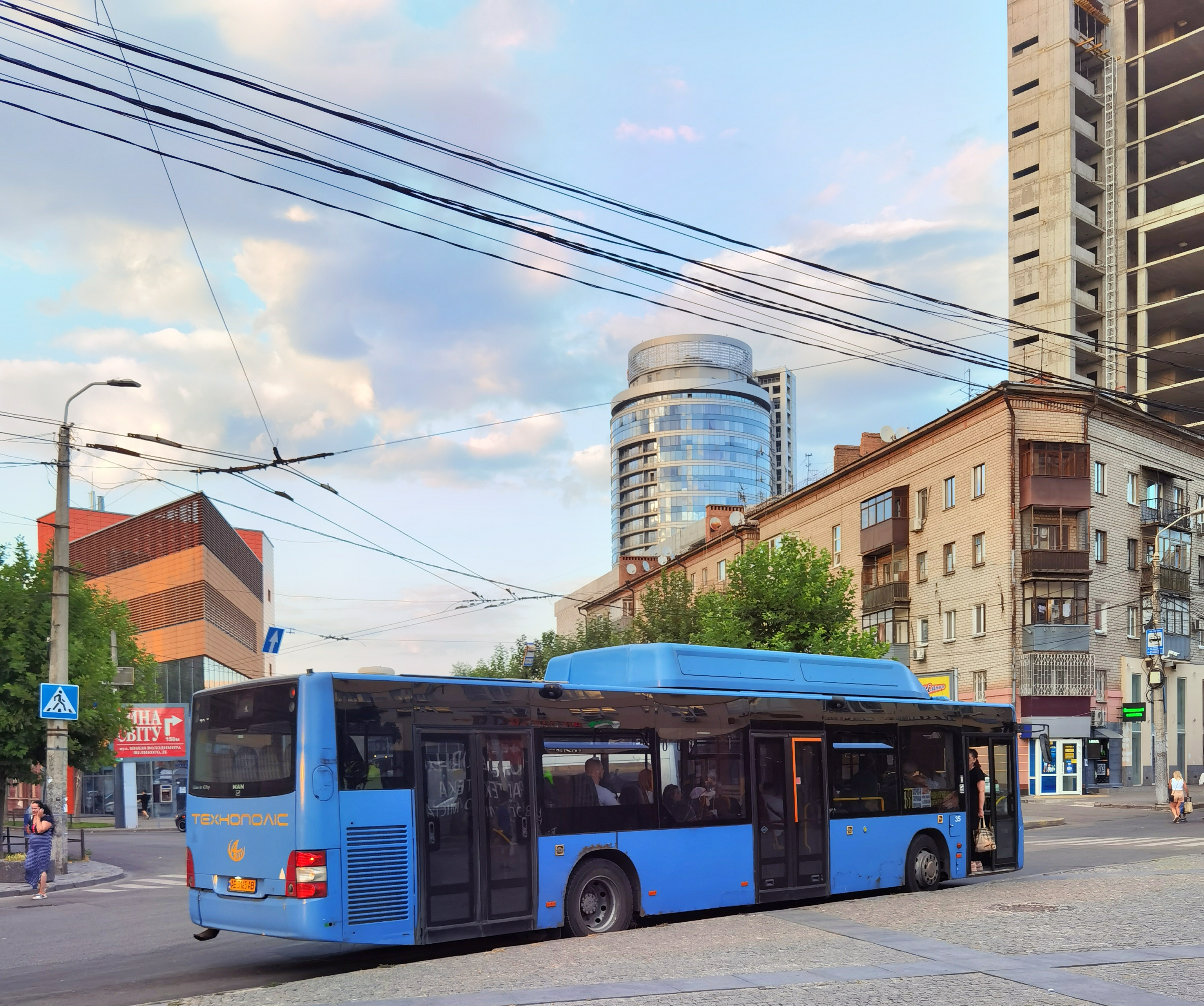
MAN A21 Lion's City NL 313 CNG на рідкому газі в Дніпрі

| Назва                                      | Тип         | Модель         | Ausführung            | Довжина                              | Ширина   | Висота   | Осі | Двері   |
| ------------------------------------------ | ----------- | -------------- | --------------------- | ------------------------------------ | -------- | -------- | --- | ------- |
| Lion's City                                | A21         | NL xx3         | Solobus               | 11.980 мм                            | 2.500 мм | 2.880 мм | 2   | 2, 3    |
| Lion's City                                | A371        | NL xx3         | Solobus               | 11.980 мм                            | 2.500 мм | 2.880 мм | 2   | 2, 3    |
| Lion's City Ü                              | A20         | NÜ xx3         | Überlandbus           | 11.980 мм                            | 2.500 мм | 2.880 мм | 2   | 2       |
| Lion's City G                              | A23         | NG xx3         | Gelenkbus             | 17.980 мм                            | 2.500 мм | 2.887 мм | 3   | 3, 4    |
| Lion's City GL                             | A23 A404    | NG xx3-18,75 м | Gelenkbus             | 18.750 мм                            | 2.500 мм | 2.880 мм | 3   | 3, 4, 5 |
| Lion's City GXL3                           | A43         | NG 363-20,5 м  | Gelenkbus             | 20.450 мм                            | 2.500 мм | 2.880 мм | 4   | 4       |
| Lion's City M                              | A662 A762,3 | NM 2x3.2       | Low-Entry-Midibus     | 8.610 мм 9.575 мм 9.775 мм 10.490 мм | 2.380 мм | 2.880 мм | 2   | 2       |
| Lion's City M                              | A351,2      | NM 2x3.3       | Midibus               | 9.130 мм 9.695 мм 10.395 мм          | 2.380 мм | 2.880 мм | 2   | 2, 3    |
| Lion's City M                              | A471        | NL 2x3-10,5 м  | Midibus               | 10.500 мм                            | 2.500 мм | 2.880 мм | 2   | 2, 3    |
| Lion's City M                              | A222        | NL xx3-yy, y м | Midibus               | 10.500 мм 11.210 мм                  | 2.500 мм | 2.880 мм | 2   | 2, 3    |
| Lion's City C                              | A26         | NL 3x3-13,7 м  | Solobus               | 13.680 мм                            | 2.500 мм | 2.880 мм | 3   | 3       |
| Lion's City L (до 2009: Lion's City LL)    | A26         | NL 3x3-15 м    | Solobus               | 14.705 мм                            | 2.500 мм | 2.880 мм | 3   | 2, 3    |
| Lion's City ÜLL3                           | A25         | NÜ xx3-15 м    | Überlandbus           | 14.705 мм                            | 2.500 мм | 2.880 мм | 3   | 2, 3    |
| Lion's City LE (до 2008: Lion's City T)    | A781        | EL 2x3         | Low-Entry-Bus         | 11.857 мм                            | 2.550 мм | 3.128 мм | 2   | 2, 3    |
| Lion's City LE Ü (до 2008: Lion's City TÜ) | A781        | EL 2x3         | Low-Entry-Überlandbus | 11.950 мм                            | 2.550 мм | 3.128 мм | 2   | 2       |
| Lion's City DD                             | A39         | ND 3x3         | Doppeldeckerbus       | 13.730 мм                            | 2.550 мм | 4.060 мм | 3   | 3       |
| Lion's City GXL                            | A22         |                | Gelenkbus             | 20.000 мм                            | 2.550 мм | мм       | 3   | 3, 4, 5 |